# Aemona salweena
Aemona salweena är en fjärilsart som beskrevs av Robert Christopher Tytler 1939. Aemona salweena ingår i släktet Aemona och familjen praktfjärilar. Inga underarter finns listade i Catalogue of Life.